# Takaaki Kajita
Takaaki Kajita (Higashimatsuyama, 9. ožujka 1959.), japanski fizičar. Diplomirao (1981.) na Sveučilištu Saitama, a doktorirao (1986) na Tokijskom sveučilištu. Zaposlen u Međunarodnom središtu za fiziku elementarnih čestica u Tokiju (od 1986.) i na Sveučilištu u Tokiju (od 1992.). Radio na pokusu Kamiokande-II, kojim se u spremniku vode od 3 000 tona u rudniku Kamioka pokušavalo detektirati neutrine. Većina neutrina prolazila je kroz vodu bez međudjelovanja, a samo su se rijetki sudarali s molekulama vode, pri čem je nastajao elektron koji se u vodi gibao brže od svjetlosti i stvarao Čerenkovljevo zračenje. Kajita je bio član skupine koja je (1987.) detektirala neutrine supernove 1987A, što je bilo prvi put da su zapaženi neutrini emitirani iz nekog određenog izvora koji nije Sunce. Detektor Kamiokande-II mogao je opažati elektronske i mionske neutrine nastale sudarima kozmičkog zračenja sa Zemljinom atmosferom. Nedostatak elektronskih i mionskih neutrina protumačen je (1992.) njihovim pretvaranjem u tauonske neutrine, koje detektor nije mogao opažati. Promjene okusa neutrina upućivale su na zaključak da neutrini imaju masu. Detektor Kamiokande-II zamijenjen je (1996.) detektorom Super Kamiokande, koji je sadržavao 50 000 tona vode. Nakon dvije godine promatranja, Kajitina je skupina potvrdila da je broj mionskih neutrina koji stižu iz atmosfere veći od broja mionskih neutrina koji stižu iz Zemlje. To je protumačeno time da su mionski neutrini koji su putovali kroz Zemlju imali više vremena preobraziti se u tauonske neutrine nego oni koji su izravno stigli iz atmosfere. Za otkriće oscilacija okusa neutrina, koje je potvrdilo da neutrini imaju masu, s A. B. McDonaldom dobio Nobelovu nagradu za fiziku 2015.

## Neutrino
Neutrino (talijanski, od neutr[on] + -ino, talijanski deminutivni nastavak) (oznaka ν) je subatomska čestica, lepton bez električnoga naboja, vrlo malo mase, koji se giba brzinom bliskom brzini svjetlosti. Neutrino je kao laku električki neutralnu česticu spina ½ postulirao Wolfgang Pauli (1930.) kako bi objasnio očuvanje energije u nekim nuklearnim procesima (na primjer: 13N → 13C + e+ + ν). Nakon što je James Chadwick 1932. otkrio neutron, Enrico Fermi je 1934. ugradio Paulijevu postuliranu česticu u svoju teoriju slabe sile i nazvao ju neutrinom (malim neutronom). Kao svaka čestica koja zadovoljava Fermi-Diracovu statistiku, i neutrino ima antičesticu, takozvani antineutrino, koji se od neutrina razlikuje samo u svojstvima simetrije. Elektronski se neutrino emitira iz protona u pozitivnom beta raspadu (p → n + e+ + νe) dok se elektronski antineutrino emitira iz neutrona u negativnom beta-raspadu (n → p + e– + ν–e). 
Mjerenjima između 1954. i 1956. uspjelo se opaziti neutrine putem takozvanog inverznoga β-procesa. U pokusu koji je izveo Frederick Reines opaženi su elektronski antineutrini, uhvatom kojih se, u skladu s Fermijevom teorijom, na jezgrama vodika stvaraju neutroni i pozitroni: ν̄ + p → n + e+. Akceleratorski pokusi omogućili su otkriće mionskih (1962.) i tauonskih (sredinom sedamdesetih) neutrina, stvorenih u paru s mionima i tauonima. Da se radi o neutrinima druge generacije pokazali su pokusi, koje su izveli Leon Lederman, Melvin Schwartz i Jack Steinberger. Kozmičke su neutrine detektirali Raymond Davis, ml. i Masatoshi Koshiba. Uz kozmičke neutrine vezano je otkriće oscilacija okusa neutrina: pošto su prije ustanovljene zasebne neutrinske vrste (okusi νe, νμ, ντ kojima su zaokružene tri obitelji čestica standardnoga modela čestica), za elektronske neutrine emitirane sa Sunca ustanovljena je njihova transmutacija u mionske, a za mionske neutrine stvorene u Zemljinoj atmosferi njihov prijelaz u tauonske neutrine. Pokuse s velikim vodenim detektorima neutrina smještenim duboko u rudnicima vodili su Masatoshi Koshiba u Japanu i Arthur Bruce McDonald, u Kanadi. Promjene okusa neutrina pokazuju da neutrini imaju masu.